# Arbejderbladet
Arbejderbladet var en dansk avis der udkom 1921-1941. Som ugeavis 1922 – 1932, derefter to gange ugentligt til dagbladet begyndte at udkomme 2. januar 1934. Avisen var organ for Danmarks Kommunistiske Parti. Da partiet gik frem under arbejdsløsheden i 1930'erne, og ved folketingsvalg 1932 fik to mandater udkom avisen som dagblad til 22. juni 1941, da politiet lukkede det, efter DKP var blevet ulovligt.
Efter befrielsen begyndte avisen igen at udkomme dagligt nu under navnet Land og Folk, som det hed som illegalt blad under besættelsen.